# Jelizawieta Małaszenko
Jelizawieta Wiaczesławowna Małaszenko (ros. Елизавета Вячеславовна Малашенко; ur. 26 lutego 1996 r. w Togliatti) – rosyjska piłkarka ręczna, reprezentantka kraju, zawodniczka Astrachanoczki, występująca na pozycji środkowej rozgrywającej.

## Sukcesy reprezentacyjne
- Mistrzostwa Europy:
  -  2018
- Mistrzostwa świata U-20:
  -  2014
  -  2016
- Igrzyska olimpijskie młodzieży:
  -  2014

## Sukcesy klubowe
- Puchar EHF:
  -  2013–2014 (Łada Togliatti)
- Puchar Zdobywców Pucharów:
  -  2015–2016 (Łada Togliatti)
- Mistrzostwa Rosji:
  -  2013–2014, 2014–2015, 2016–2017 (Łada Togliatti)
  -  2015–2016 (Łada Togliatti), 2017–2018 (HC Astrachanoczka)
- Puchar Rosji:
  -  2014–2015 (Łada Togliatti)
  -  2013–2014 (Łada Togliatti), 2017–2018 (HC Astrachanoczka)
- Superpuchar Rosji:
  -  2015 (Łada Togliatti)